# Nikolái Artamónov
Nikolái Nikoláievich Artamónov (en ruso: Николай Николаевич Артамонов) (1906–1965) fue un ingeniero aeroespacial ruso, desarrollador de cohetes en el Laboratorio de Dinámica de Gases durante la etapa soviética.

## Reconocimientos
- El cráter lunar Artamonov está nombrado en su honor.[1][2]
- La sucesión rectilínea de cráteres lunares denominada Catena Artamonov por hallarse próxima al cráter principal, también recibe su nombre.